# Lara Spencer
Lara Christine Von Seelen (conocida profesionalmente como Lara Spencer; 19 de junio de 1969) es una presentadora de televisión estadounidense. Es conocida por ser la copresentadora del programa matutino de ABC Good Morning America (GMA). También es corresponsal de Nightline y ABC News. Anteriormente, fue la presentadora de la revista de noticias de entretenimiento The Insider de 2004 a 2011, y fue colaboradora habitual de The Early Show de CBS. Antes de eso, fue corresponsal nacional de Good Morning America y pasó varios años como reportera de estilo de vida para WABC-TV. También fue anfitriona de Antiques Roadshow en PBS para las temporadas 2004 y 2005, y Antiques Roadshow FYI, un spin-off de Antiques Roadshow, durante 2005. Además, presenta el programa Flea Market Flip tanto en HGTV como en el canal Great American Country. 
En abril de 2018, Spencer anunció que solo aparecería en GMA tres días a la semana para centrarse en su producción de televisión.

## Biografía
Spencer creció en el suburbio de Garden City en Nueva York, donde se graduó en la Garden City High School en 1987. Asistió a la Universidad Estatal de Pensilvania con una beca deportiva. En su último año fue nombrada All American Athlete en 1991, y se graduó con un título en Periodismo de Radiodifusión.
Después de la universidad, Spencer entró en el programa de becarios de NBC donde se ofrecería voluntaria para trabajar con otros reporteros para ganar experiencia. A partir de ahí, consiguió un puesto en WDEF-TV, afiliada de CBS, en Chattanooga, donde "era literalmente una banda de un solo hombre", y se desempeñó como reportera, productora, editora, camarógrafa y conductora de noticias. Un año después, se unió a News 12 Long Island y dos años después de que estaba presentando el noticiero de las 3 AM para WABC-TV. Mientras estuvo allí, cubrió el accidente del vuelo 800 de TWA, que se consideró su gran oportunidad. Luego se unió a Good Morning America de ABC en 1999 como corresponsal nacional.
Spencer se casó con el experiodista de CNNfn David Haffenreffer el 30 de septiembre de 2000 en la Iglesia de las Dunas de San Andrés en una ceremonia episcopal. En marzo de 2015, la pareja anunció que se habían separado y se divorciaron en junio de 2015.
En 2014, Spencer fue nombrado gran mariscal de la Universidad de Pennsilvania. 
En 2017, Spencer presentó la serie limitada People Icons.
Spencer anunció en enero de 2018 que estaba comprometida con el empresario tecnológico Rick McVey. Spencer conoció a McVey por primera vez después de que un amigo en común los organizó en una cita a ciegas. El 1 de septiembre de 2018, Spencer y McVey se casaron en una ceremonia al aire libre en Vail.

### Productora de televisión
Spencer fue la creadora y productora ejecutiva del programa de horario estelar, It's Worth What?, presentado por Cedric the Entertainer, que se emitió durante el verano de 2011 en NBC.
También ha creado y producido dos programas basados en sus pasiones por el diseño de interiores, que fueron un especial de una hora titulado I Brake for Yard Sales que se emitió originalmente en abril de 2012 en HGTV, y una serie de televisión con temática de mercado de pulgas que se transmite actualmente en Great American Country llamado Flea Market Flip.

### Otros trabajos
El primer libro de Spencer, titulado I Brake for Yard Sales, una guía sobre cómo crear habitaciones de alta gama utilizando hallazgos de segunda mano, se publicó y lanzó en abril de 2012. En septiembre de 2013, junto con Chris Harrison, organizó el 87 ° concurso Miss América en el Boardwalk Hall en Atlantic City, en el que Spencer había reemplazado a Brooke Burke. El concurso fue transmitido por ABC el 15 de septiembre de 2013. El año siguiente volvió a ser coanfitriona Miss América con Harrison el 14 de septiembre de 2014. Su segundo libro, titulado Flea Market Fabulous: Designing Gorgeous Rooms with Vintage Treasures, una guía sobre el diseño de habitaciones y hogares, fue publicado y publicado el 16 de septiembre de 2014.

## Controversia
En agosto de 2019, los comentarios de Spencer sobre el príncipe Jorge de Cambridge de seis años que disfrutaba de clases de ballet (entre otros pasatiempos) fueron interpretados por algunos como ofensivos, lo que provocó una reacción pública. Spencer emitió una disculpa de Instagram que decía "I fully believe we should all be free to pursue our passions" (Creo completamente que todos deberíamos ser libres de perseguir nuestras pasiones) y luego se disculpó al aire durante una entrevista con tres bailarines profesionales.